# Annunciata Cocchetti
Annunciata Cocchetti (ur. 9 maja 1800 w Rovato, zm. 23 marca 1882) – założycielka zgromadzenia Sióstr św. Doroty, błogosławiona kościoła katolickiego.
W wieku 7 lat została osierocona przez rodziców, zaopiekowała się nią jej babka. W wieku 17 lat otworzyła szkołę dla ubogich dziewcząt. W 1824 zmarła jej babka. Po jej śmierci zamieszkała u wuja w Mediolanie. Założyła zgromadzenie Sióstr św. Doroty Cemmo. Zmarła 23 marca 1882 roku w opinii świętości.
Beatyfikował ją papież Jan Paweł II 21 kwietnia 1991.